# Shi Dongpeng
Shi Dongpeng (chinesisch 史冬鵬, Pinyin Shǐ Dōngpéng; * 6. Januar 1984 in Baoding) ist ein ehemaliger chinesischer Leichtathlet der sich auf den 110-Meter-Hürdenlauf spezialisiert hat.

## Sportliche Laufbahn
Erste internationale Erfahrungen sammelte Shi Dongpeng im Jahr 2001, als er bei den Juniorenasienmeisterschaften in Bandar Seri Begawan in 14,05 s die Goldmedaille gewann. Im Jahr darauf gewann er bei den Juniorenweltmeisterschaften in Kingston in 13,58 s die Silbermedaille und nahm anschließend erstmals an den Asienspielen in Busan teil und belegte dort in 13,92 s den vierten Platz. Bei den Leichtathletik-Hallenweltmeisterschaften 2003 in Birmingham schied er im 60-Meter-Hürdenlauf mit 7,81 s in der ersten Runde aus und bei den Weltmeisterschaften nahe Paris erreichte er in 13,55 s Rang sechs, ehe er bei den Asienmeisterschaften in Manila in 13,50 s die Goldmedaille gewann. 2004 schied er bei den Hallenweltmeisterschaften in Budapest mit 7,75 s im Vorlauf aus, qualifizierte sich während der Freiluftsaison aber für die Olympischen Spiele in Athen, bei denen er mit 13,68 s in der Vorrunde ausschied.
2005 erreichte er bei den Asienmeisterschaften in Helsinki das Halbfinale und schied dort mit 13,44 s aus. Anschließend gewann er bei den Asienmeisterschaften in Incheon in 13,44 s die Silbermedaille hinter seinem Landsmann Liu Xiang, wie auch bei den Ostasienspielen in Macau in 13,36 s. Im Jahr darauf schied er bei den Hallenweltmeisterschaften in Moskau mit 7,63 s im Halbfinale aus und nahm im Herbst erneut an den Asienspielen in Doha teil und gewann dort in 13,28 s die Silbermedaille hinter Landsmann Liu. Bei den Leichtathletik-Weltmeisterschaften 2007 gelangte er erneut bis in das Finale und belegte dort in  13,19 s den fünften Platz. 2008 schied er bei den Hallenweltmeisterschaften in Valencia mit 7,65 s im Halbfinale und auch bei den Olympischen Spielen in Peking erreichte er über 110 m Hürden das Semifinale, in dem er mit 13,42 s ausschied.
2009 schied er bei den Weltmeisterschaften in Berlin mit 13,42 s im Halbfinale aus und gewann anschließend bei den Asienmeisterschaften in Guangzhou in 13,67 s die Silbermedaille hinter Landsmann Liu. Im Jahr darauf schied er bei den Hallenweltmeisterschaften in Doha mit 7,82 s im Halbfinale aus und wurde beim Continentalcup in Split in 13,53 s Dritter hinter dem US-Amerikaner David Oliver und Andrew Turner aus dem Vereinigten Königreich. Daraufhin nahm er ein weiteres Mal an den Asienspielen in Guangzhou teil und gewann dort in 13,38 s die Silbermedaille hinter Liu Xiang. Auch bei den Leichtathletik-Asienmeisterschaften 2011 in Kōbe gewann er in 13,56 s die Silbermedaille hinter Liu und schied anschließend bei den Weltmeisterschaften in Daegu mit 13,57 s im Halbfinale aus. 2012 scheiterte er bei den Hallenweltmeisterschaften in Istanbul mit 8,15 s in der ersten Runde und startete im Sommer zum dritten Mal bei den Olympischen Spielen in London, kam diesmal mit 13,78 s aber nicht über die erste Runde hinaus. 2013 bestritt er in Shenyang seinen letzten Wettkampf und beendete damit seine aktive sportliche Karriere im Alter von 31 Jahren.
In den Jahren 2003, 2007 und 2010 wurde Shi chinesischer Meister im 110-Meter-Hürdenlauf.

## Persönliche Bestleistungen
- 110 m Hürden: 13,19 s (+1,7 m/s), 31. August 2007 in Osaka
  - 60 m Hürden (Halle): 7,63 s, 11. März 2006 in Moskau